# Eric Ries
Eric Ries (nascido em 1979) é um empreendedor do Vale do Silício e autor, reconhecido por ser o criador do movimento Lean Startup, uma nova estratégia de modelo de negócios que direciona as companhias startups a alocar seus recursos de forma mais eficiente. Ele também é um conhecidor blogger entre a comunidade de empreendedores tecnológicos.